# Suurisaari (ö i Finland, Norra Savolax, Kuopio, lat 62,99, long 27,50)
Suurisaari är en ö i Finland. Den ligger i sjön Kallavesi (norra delen) och i kommunen Siilinjärvi i den ekonomiska regionen  Kuopio ekonomiska region  och landskapet Norra Savolax, i den centrala delen av landet, 300 km norr om huvudstaden Helsingfors. Öns area är 4,1 hektar och dess största längd är 420 meter i sydöst-nordvästlig riktning.